# إبراهيم حمزي
إبراهيم عمر إبراهيم حمزي (توفي في سبتمبر 2015) ضابط سعودي برتبة عميد في القوات البرية الملكية السعودية، وكان نائب قائد اللواء المدرّع الثامن بالقرب من جيزان. قُتل خلال التدخُّل الذي قادته السعودية في الحرب الأهلية اليمنية في أواخر سبتمبر / أيلول 2015، حيث كان على رأس أوّل كتيبة لمواجهة الحوثيين. يعد حمزي من كبار الضباط في تحالف الدول العربية، وقد توفي حمزي أثناء نقله إلى المستشفى.